# 小二仙草
小二仙草（学名：Haloragis micrantha）为小二仙草科小二仙草属下的一个种。

## 延伸阅读
[在维基数据编辑]
 《植物名實圖考·小二仙草》，出自吳其濬《植物名實圖考》